# وارهام، نورفک
وارهام (به انگلیسی: Warham) یک روستا و محله مدنی در بریتانیا است که در North Norfolk واقع شده‌است. وارهام ۱۸٫۶۵ کیلومتر مربع مساحت و ۱۹۳ نفر جمعیت دارد.